# Cicadas (Gunung Putri)
Cicadas is een bestuurslaag in het regentschap Bogor van de provincie West-Java, Indonesië. Cicadas telt 41.098 inwoners (volkstelling 2010).